# 東雅
『東雅』（とうが）は、新井白石が著した日本語の辞書。語源解釈を主に扱う。1719年（享保4年）頃成立。全20巻。『西洋紀聞』『同文通考』『東音譜』等と並ぶ、白石の言語に関する著作の一つ。

## 内容
名詞を天地から虫魚まで15部門に分類した上で、それぞれ漢字およびカタカナの訓を示した後、書籍を参照しつつ語義や語源を述べる。和文で書かれている。
本文の前に凡例と総論がある。伝本によっては、室鳩巣と安積澹泊の序文や新川元成の跋文が付されている。
総論では、本書の語源解釈の理念が述べられる。具体的には、1.歴史的経緯、2.方言、3.俗語、の三つの観点を重視することが述べられる。また、日本語という言語が、古代朝鮮の渡来人の言語や、仏僧が伝えた梵語、禅僧が伝えた中国語の口語、近世の南蛮語等の、外国語の語彙を取り入れてきたことを指摘する。そして実際に、語源解釈において外国語由来説を度々とっており、例えば「ワダツミ」等において朝鮮語由来説をとっている（「ワダ＝パダ」説）。また、日本語の音韻の仕組みを重視することなどが述べられる。
本書の語源説のいくつかは、大野晋編『岩波古語辞典』（1974年初版、岩波書店）等にも採用されている。ただし現代から見ればこじつけ・眉唾な説も多い。しかし白石の世界認識の一端を示す事例として注目される。

## 影響源
本書は平安時代の源順の辞書『和名類聚抄』の構成を土台にしている。また、「東雅」という題名や総論の内容において、古代中国の辞書で儒教経典の一つでもある『爾雅』や、その注釈書『爾雅注疏』の影響も受けている。『爾雅』『爾雅注疏』は『和名類聚抄』でも参照されている。
語源解釈の参考材料として、『和名類聚抄』、『古事記』、『先代旧事本紀』、『出雲国風土記』、『新撰姓氏録』、斎部広成『古語拾遺』、仙覚『万葉集抄』、『藻塩草』、『下学集』、『壒嚢鈔』、李時珍『本草綱目』、張自烈『正字通』、方以智『通雅』などを参照している。他にも様々な和書・漢籍を参照している。また、水戸藩の朱舜水や、友人の稲生若水の見解も参照している。
上記の「ワダツミ」等に関する朝鮮語知識は、友人の雨森芳洲からの又聞きや、朝鮮通信使との筆談で得たものと推定される。琉球使節から得たと推定される琉球関係の記述もある。
本書はしばしば、貝原益軒の辞書『日本釈名』の語源説を暗に批判している。益軒と白石は木下順庵門下の兄弟弟子にあたる。「日本釈名」という題名は、『東雅』と『爾雅』の関係と同様、古代中国の辞書『釈名』に由来している。

## 受容
『物類称呼』や『厚生新編』に受容されている。村田春海は、本書が「仮名遣い」を考慮していないことを批判している。
本書は長らく写本で伝わっており、刊本は明治末期になって初めて出た。具体的には、明治36年（1903年）に大槻如電が、吉川弘文館初代社長の追悼事業で非売品として刊行した後、明治39年（1906年）に、同社の『新井白石全集』第4巻に収録されて正式に刊行された。
1994年、杉本つとむにより、国立公文書館所蔵の白石自筆本の影印と翻刻が刊行された。